# Вашингтонский консенсус
Вашингто́нский консе́нсус (англ. Washington Consensus) — тип макроэкономической политики, который в конце XX века рекомендовало руководство МВФ и Всемирный банк к применению в государствах, испытывающих финансовый и экономический кризис. В узком смысле это название применяется к списку из десяти правил, составленных экономистом Джоном Уильямсоном в 1989 году как рекомендации для стран Латинской Америки; Уильямсон описал позицию, которую правительство США, МВФ и Всемирный банк занимали в отношении этих государств. В более широком смысле термин «Вашингтонский консенсус» используется для характеристики ряда мер (необязательно из списка Уильямсона), направленных на усиление роли рыночных сил и снижение роли государственного сектора страны, выполняющей рекомендации.
Начиная с 2010-х гг. Вашингтонский консенсус как таковой не применяется МВФ и Всемирным банком. Вместо него институты международного развития рекомендуют индивидуально спроектированные реформы, учитывающие контекст конкретной страны.

## История
Вашингтонский консенсус был сформулирован английским экономистом Джоном Уильямсоном в 1989 году как свод правил экономической политики для государств Латинской Америки. Документ имел целью обозначить отход этих государств от дирижистской (командной) модели экономического развития 1960—1970-х годов и принятие ими принципов экономической политики, общих для большинства развитых государств. Речь шла о принципах, которые, по мнению Уильямсона, отражали общую позицию администрации США, главных международных финансовых организаций — МВФ и Всемирного банка, а также ведущих американских аналитических центров. Их главные офисы находились в Вашингтоне — отсюда и термин «Вашингтонский консенсус».
«Пришла эра тэтчеризма и рейганизма, когда сфера государственного вмешательства в экономику стала сокращаться, началась приватизация», — отмечал профессор Ху Аньган.
Особую роль в его судьбе сыграли бурные события в Восточной Европе и на постсоветском пространстве, совпавшие по времени с публикацией доклада Уильямсона. Задачи, возникавшие в процессе трансформации плановых экономик в рыночные, реформаторам и их вашингтонским консультантам показались созвучными с теми, которые был призван решать Вашингтонский консенсус. 

## Содержание
«Вашингтонский консенсус» включает набор из 10 рекомендаций:
1. Поддержание фискальной дисциплины (минимальный дефицит бюджета);
2. Приоритетность здравоохранения, образования и инфраструктуры экономики среди государственных расходов. Субсидии предприятиям должны быть сведены к минимуму;
3. Снижение предельных налоговых ставок, расширение сферы налогооблагаемых субъектов;
4. Либерализация финансовых рынков для поддержания реальной ставки по кредитам на невысоком, но всё же положительном уровне;
5. Свободный обменный курс национальной валюты;
6. Либерализация внешней торговли (в основном за счёт снижения ставок импортных пошлин);
7. Снижение ограничений для прямых иностранных инвестиций;
8. Приватизация государственных предприятий и госсобственности;
9. Дерегулирование: устранение препятствий входа на рынок или выхода из него; не затрагивает иных аспектов — ограничений из соображений безопасности, охраны окружающей среды, защиты потребителей, надзора за финансовыми институтами и прочего;
10. Защита прав собственности.

Десять рекомендаций Уильямсона опирались на три основных принципа: макроэкономическая дисциплина, рыночная экономика и открытость внешнему миру.

## Критика
Меры «Вашингтонского консенсуса» направлены на усиление роли рынка в экономике и снижение роли государства.
Согласно исследованию Брайна Джонсона и Бретта Шефера с 1965 по 1995 годы МВФ спасал с помощью «Вашингтонского консенсуса» 89 государств. К 2010 году 48 из них оставались примерно в такой же экономической и социальной ситуации, как и до помощи МВФ, а в 32-х — ситуация ухудшилась. Более того, известный экономист Джозеф Стиглиц называл консенсус причиной финансового кризиса в Азии. «В каждой стране должна быть своя экономическая политика, основанная на учёте особенностей страны; не может быть единой, универсальной политики для всех реформирующихся стран. Ранее, в начале 1990-х, я заблуждался, когда говорил, по собственному признанию, следующее: „Приватизация, приватизация и ещё раз приватизация“», — отмечал Стиглиц.
Уильямсон, автор «Вашингтонского консенсуса», в 2002 году писал о дурной репутации, которое приобрело его детище:

Общественность по всему миру, как кажется, полагает, что за этим названием скрывается набор неолиберальных политик, которые международные финансовые институты с центром в Вашингтоне навязали беспомощным странам, вгоняя их в кризис и нищету. <…> Мои собственные представления, конечно, были совсем другими. Основные идеи, которые я пытался кратко сформулировать в Вашингтонском консенсусе, в прошедшем десятилетии набрали популярность до такой степени, что Луле пришлось поддержать большую часть этих идей, чтобы за него голосовали. По большей части это бесспорные всеобщие ценности — поэтому они и вылились в консенсус.
Оригинальный текст (англ.)Audiences the world over seem to believe that this signifies a set of neoliberal policies that have been imposed on hapless countries by the Washington-based international financial institutions and have led them to crisis and misery. <...> The basic ideas that I attempted to summarize in the Washington Consensus have continued to gain wider acceptance over the past decade, to the point where Lula has had to endorse most of them in order to be electable. For the most part they are motherhood and apple pie, which is why they commanded a consensus.

Уже в 2016 году в ответ на критику Стиглица Уильямсон отрицал, что когда-либо подразумевал под Вашингтонским консенсусом такие неолиберальные идеи, как либерализация движения капитала, монетаризм, экономика, ориентированная на предложение или минимальное государство. Уильямсон считал эти идеи неконсенсусными и не имеющими большого влияния в Вашингтоне.
В апреле 2011 года Доминик Стросс-Кан, глава МВФ, выступил с заявлением, что «Вашингтонский консенсус» «с его упрощёнными экономическими представлениями и рецептами рухнул во время кризиса мировой экономики и остался позади», а причиной кризиса 2008—2009 гг. стало именно выполнение правил «Вашингтонского консенсуса».